# آبشار گاوارنی
آبشار گاوارنی (به فرانسوی: Cascade de Gavarnie) یک آبشار در فرانسه است که در اوت-پیرنه واقع شده‌است.